# Craspedolepta multispina
Craspedolepta multispina är en insektsart som beskrevs av Loginova 1963. Craspedolepta multispina ingår i släktet Craspedolepta och familjen rundbladloppor. Inga underarter finns listade i Catalogue of Life.